# 红头丽蝇
紅頭麗蠅（學名：Calliphora vicina）是一種麗蠅。由於牠們會在特定的時間到達及在屍體上拓殖，故在法醫昆蟲學中尤為重要。

## 分類

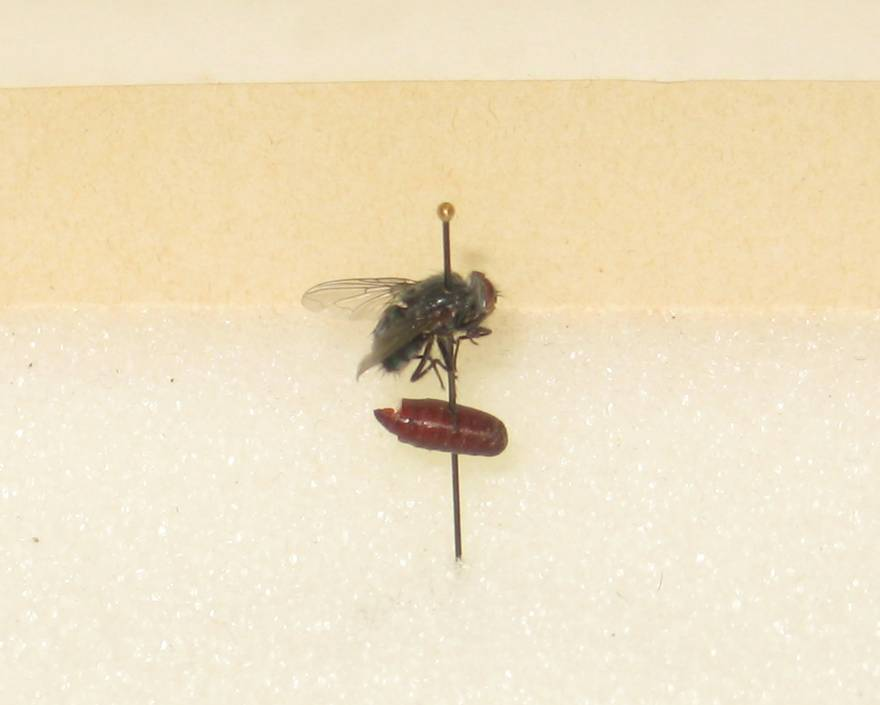
紅頭麗蠅的成蟲。

紅頭麗蠅是由法國昆蟲學家Jean-Baptiste Robineau-Desvoidy於1830年所描述。其種小名的拉丁文意思是「鄰近的」。

## 描述
紅頭麗蠅的胸部及腹部呈金屬灰藍色。牠們與反吐麗蠅不同的是其擁有鮮橙色的面頰。紅頭麗蠅長約10-11毫米。髖底的骨片呈黃色式或橙色。
由一齡幼蟲至蛹的過程，紅頭麗蠅都與反吐麗蠅完全一樣。

## 生命週期

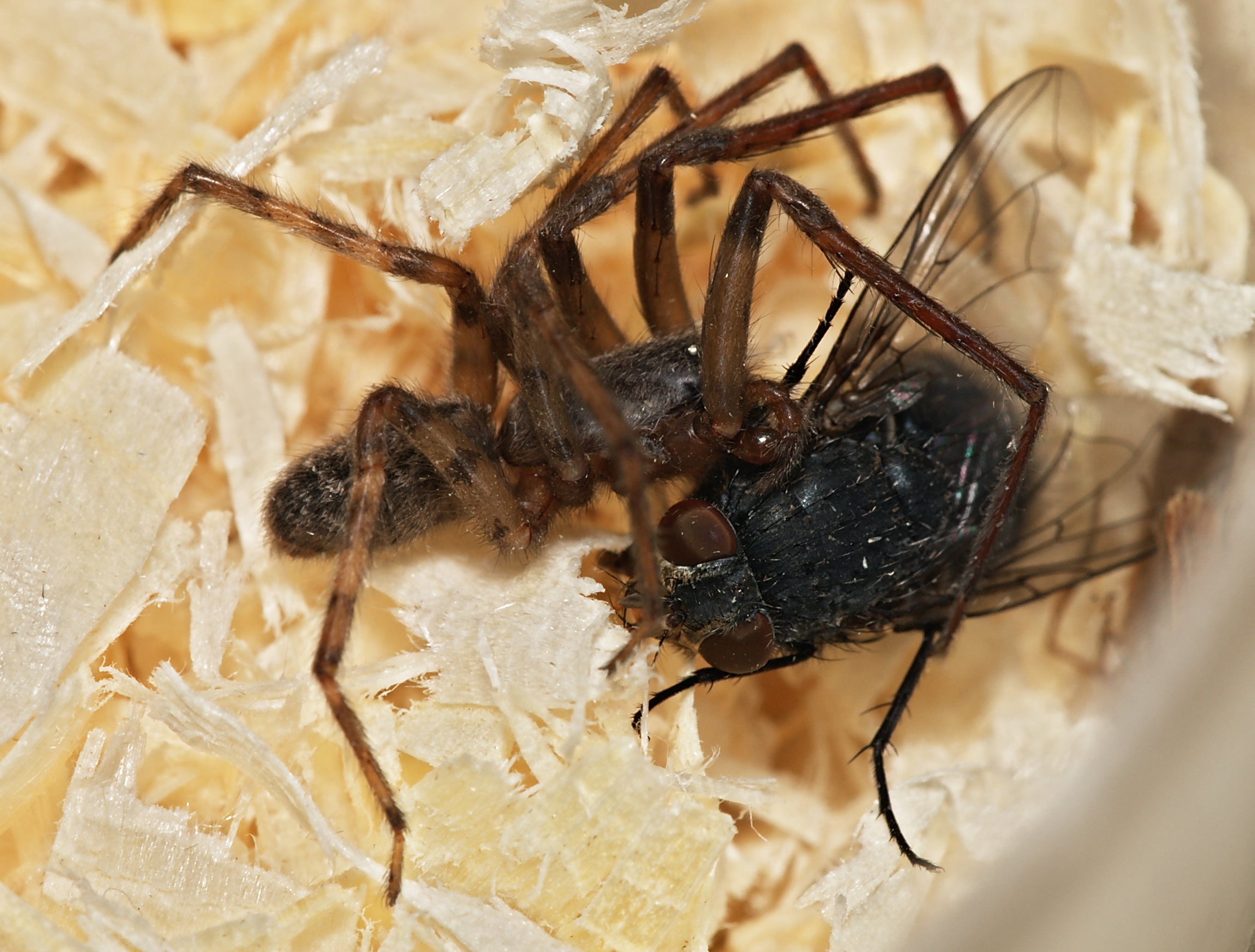
正被獵食的紅頭麗蠅。

紅頭麗蠅一年內會經過5個發育階段。雌蠅會在屍體或傷口中產卵，每次會產達300顆卵。幼蟲共有三齡的階段。一齡幼蟲約於產卵後24小時出生。在20小時後會成長為二齡幼蟲，而在48小時後更會進入三齡幼蟲階段。在有利的條件下，幼蟲會覓食3-4日。當幼蟲完成發育階段後，牠們會分散到有足夠空間的地方成蛹。成蛹時間約為11日。在27℃下，紅頭麗蠅的生命週期約為18日。
氣候因素，如溫度等，都會影響產卵及幼蟲的發育。在較為溫暖的地區，紅頭麗蠅的生命週期較短；而在寒冷地區，生命週期則略長。三齡幼蟲至成蛹或至幼蟲分散的時間可以幫助確定死亡時間。

## 分佈
紅頭麗蠅遍佈美國的城市，在初春及初冬，氣溫介乎13-24℃最為普遍。牠們在歐洲及新世界亦廣泛分佈，可以經海港及機場到達不同的國家。在南非，最早於1965年發現牠們的標本。

## 死亡時間推斷
根據紅頭麗蠅出現在屍體的時間，可以幫助推斷合理的死亡時間。在冬季，紅頭麗蠅較多會出現在屍體上。牠們飛行及活動的起點溫度較其他蒼蠅為低，約於13-16℃，故在寒冷的季節出現率較高。
紅頭麗蠅成蟲會在死亡後兩天到達屍體，故死亡時間是蛆的年齡加上兩天的時間。
研究指紅頭麗蠅並非第一種到達屍體的昆蟲，但會較絲光綠蠅早一或兩天到達。以往認為紅頭麗蠅並非夜間活動的，研究卻發現牠們在一些實驗環境下仍會在夜間活動，但卻需進一步的研究來確定其夜間活動的情況。